# Énekes bokorpacsirta
Az énekes bokorpacsirta (Mirafra javanica) a madarak osztályának verébalakúak (Passeriformes) rendjébe és a pacsirtafélék (Alaudidae) családjába tartozó faj.

## Rendszerezése
A fajt Thomas Horsfield amerikai ornitológus írta le 1821-ben.

## Alfajai
- Mirafra javanica williamsoni (Stuart Baker, 1915) - Mianmar, Thaiföld, Kambodzsa, Laosz, Vietnám, dél-Kína;
- Mirafra javanica philippinensis (R. G. W. Ramsay, 1886) - észak-Fülöp-szigetek;
- Mirafra javanica mindanensis (Hachisuka, 1931) - dél-Fülöp-szigetek;
- Mirafra javanica javanica (Horsfield, 1821) - dél-Borneó, Jáva, Bali;
- Mirafra javanica parva (Swinhoe, 1871) - Kis-Szunda-szigetek (Lombok, Sumbawa, Sumba, Flores);
- Mirafra javanica timorensis (Mayr, 1944) - Kis-Szunda-szigetek (Sawu, Timor);
- Mirafra javanica aliena (Greenway, 1935) - észak-, északkelet-, dél-Új-Guinea;
- Mirafra javanica melvillensis (Mathews, 1912) - Ausztrália (Melville-sziget);
- Mirafra javanica halli (Bianchi, 1907) - Ausztrália (észak-Nyugat-Ausztrália);
- Mirafra javanica woodwardi (Milligan, 1901) - Ausztrália (északnyugat-Nyugat-Ausztrália);
- Mirafra javanica forresti (Mayr & McEvey, 1960) - Ausztrália (északkelet-Nyugat-Ausztrália);
- Mirafra javanica soderbergi (Mathews, 1921) - Ausztrália (észak-Északi terület);
- Mirafra javanica rufescens (Ingram, 1906) - Ausztrália (kelet-Északi terület, északnyugat-Queensland, északkelet-Dél-Ausztrália;
- Mirafra javanica athertonensis (Schodde & Mason, 1999) - Ausztrália (északkelet-Queensland);
- Mirafra javanica secunda (Sharpe, 1890) - Ausztrália (dél-Dél-Ausztrália);
- Mirafra javanica horsfieldii (Gould, 1847) - délkelet-Ausztrália.

## Előfordulása
Ausztrália területén és Ázsia déli részén honos. Természetes élőhelyei a szubtrópusi és trópusi száraz gyepek. Állandó, nem vonuló faj.

## Megjelenése
Testhossza 15 centiméter.
|  |

## Szaporodása
Fészekalja 2-5 tojásból áll, melyen 10 napig kotlik.

## Természetvédelmi helyzete
Az elterjedési területe rendkívül nagy, egyedszáma pedig stabil. A Természetvédelmi Világszövetség Vörös listáján nem fenyegetett fajként szerepel.